# Hawa Abdi Samatar
Hawa Abdi Samatar (tiếng Somalia: Xaawo Cabdi Samatar, tiếng Ả Rập: حواء عبدي ساماتار) là một nhân vật chính trị Somalia. Bà là cựu Đệ nhất phu nhân Somalia, và là vợ của Tổng thống Somalia và Puntland, cựu Đại tá Abdullahi Yusuf Ahmed. Hai vợ chồng có hai con trai và hai con gái ngoài sáu đứa cháu.